# Багисколь
Багисколь (каз. Бағыскөл) — упразднённое село в Шардаринском районе Туркестанской области Казахстана. Входило в состав Жаушикумского сельского округа. Код КАТО — 516437200. Исключено из учётных данных в 2024 году.

## Население
В 1999 году население села составляло 24 человека (12 мужчин и 12 женщин). По данным переписи 2009 года, в селе проживало 68 человек (32 мужчины и 36 женщин).